# Gemma Arterton
Gemma Arterton (Gravesend, 12. siječnja 1986.) britanska je glumica. Nakon uspješnih nastupa u kazalištu sa samo 18 godina i manjih uloga (uključujući i one u filmu RocknRolla te u mini-seriji Tessa iz porodice D'urbervillea), ostvarila je zapaženo pojavljivanje u Zrnu utjehe, 22. filmu o Jamesu Bondu. Uloga agentice Fields donijela joj je angažmane u holivudskim blockbusterima Sudar titana i Princ Perzije: Pijesak vremena.

## Vanjske poveznice
- Gemma Arterton u internetskoj bazi filmova IMDb-u (engl.)
- Neslužbena stranica  Arhivirana inačica izvorne stranice od 5. ožujka 2010. (Wayback Machine) (engl.)